# Amphiscolops trifurcatus
Amphiscolops trifurcatus är en plattmaskart som först beskrevs av Beltagi 1983.  Amphiscolops trifurcatus ingår i släktet Amphiscolops och familjen Convolutidae.
Artens utbredningsområde är Röda havet. Inga underarter finns listade i Catalogue of Life.